# Dernières nouvelles
Dernières nouvelles è il quinto album della cantante francese Guesch Patti, pubblicato nel 2000.

## Tracce
1. Tu tires – 6:40
2. Parole d'honneur – 5:42
3. Metempsycose – 8:59
4. Behind me – 3:56
5. Adieu – 4:02
6. Inside – 1:55
7. Scopitone – 4:56
8. ABCdaire – 4:45
9. La cabine – 5:45
10. Les anges – 4:01
11. Beautiful – 1:15
12. Seule – 6:16